# Phyllotocidium pictum
Phyllotocidium pictum är en skalbaggsart som beskrevs av Lea 1916. Phyllotocidium pictum ingår i släktet Phyllotocidium och familjen Melolonthidae. Inga underarter finns listade i Catalogue of Life.